# Isaac Makwala
| Rang                     | Leichtathlet      | Anzahl |
| ------------------------ | ----------------- | ------ |
| 1.                       | Michael Johnson   | 22     |
| 2.                       | Kirani James      | 10     |
| 3                        | Jeremy Wariner    | 9      |
| 3                        | LaShawn Merritt   | 9      |
| 5.                       | Wayde van Niekerk | 6      |
| 5.                       | Steven Gardiner   | 6      |
| 7.                       | Harry Reynolds    | 4      |
| 7.                       | Quincy Watts      | 4      |
| 7.                       | Isaac Makwala     | 4      |
| 7.                       | Michael Norman    | 4      |
| 7.                       | Muzala Samukonga  | 4      |
| Stand: 8. September 2024 |                   |        |

Isaac Makwala (* 29. September 1986 in Tutume) ist ein botswanischer Leichtathlet, der sich auf den 400-Meter-Lauf spezialisiert  hat.

## Sportliche Laufbahn
Makwala feierte seinen ersten internationalen Titelgewinn mit der botswanischen 4-mal-400-Meter-Staffel bei den Panafrikanischen Spielen 2007 in Algier. Er war ebenfalls Mitglied der Staffel bei den Weltmeisterschaften 2007 in Ōsaka, die sich jedoch nicht für das Finale qualifizieren konnte. Im 400-Meter-Lauf erzielte er mit dem Gewinn der Silbermedaille bei den Afrikameisterschaften 2008 in Nairobi erstmals eine vordere Platzierung bei internationalen Meisterschaften. Mit der Staffel belegte er dort den vierten Rang. Makwala nahm über 400 Meter an den Weltmeisterschaften 2009 in Berlin teil, schied jedoch bereits im Vorlauf aus. Bei den Afrikameisterschaften 2010 in Nairobi erreichte er die Halbfinalrunde und gewann mit der Staffel die Silbermedaille. Im selben Jahr kam er bei den Commonwealth Games in Melbourne im 400-Meter-Lauf ebenfalls bis ins Halbfinale und belegte mit den Staffel den 5. Platz. Bei den Panafrikanischen Spielen 2011 in Maputo wurde er über 400 Meter Siebter.
Die Saison 2012 begann für Makwala mit einem vierten Platz in der 4-mal-400-Meter-Staffel bei den Hallenweltmeisterschaften in Istanbul. Im Juli gewann er bei den Afrikameisterschaften in Porto Novo den Titel im 400-Meter-Lauf. Er konnte seine Form allerdings nicht bis zu den Olympischen Spielen in London halten, die einen Monat später stattfanden. Dort schied er im Vorlauf aus. Die Weltmeisterschaften 2013 in Moskau verliefen ebenfalls enttäuschend für ihn. Weder über 400 Meter noch in der Staffel kam er über die Vorläufe hinaus. Am 6. Juli 2014 steigerte Makwala seine persönliche Bestleistung im 400-Meter-Lauf bei einem Leichtathletik-Meeting im schweizerischen La Chaux-de-Fonds auf 44,01 Sekunden. Damit unterbot er den knapp acht Jahre alten Afrikarekord des Kongolesen Gary Kikaya um neun Hundertstelsekunden. An selber Stelle blieb er mit 19,96 Sekunden erstmals unter der 20-Sekunden-Marke im 200-Meter-Lauf. Drei Wochen später verpasste er bei den Commonwealth Games in Glasgow überraschend den Finaleinzug im 400-Meter-Lauf. Bei den Afrikameisterschaften in Marrakesch im August wurde er seiner Favoritenrolle wieder gerecht, indem er seinen Titel über 400 Meter in der Meisterschaftsrekordzeit von 44,23 Sekunden erfolgreich verteidigte. Eine weitere Goldmedaille gewann er mit der botswanischen 4-mal-400-Meter-Staffel. Außerdem wurde er im 200-Meter-Lauf Zweiter.
Bei den Weltmeisterschaften 2015 in Peking belegte Makwala im 400-Meter-Lauf den fünften Platz. Mit der 4-mal-400-Meter-Staffel verpasste er hingegen den Finaleinzug. Wenige Wochen später siegte er bei den Afrikaspielen in Brazzaville über 400 Meter und gewann außerdem in der Staffel die Silbermedaille. Bei den Olympischen Spielen 2016 in Rio de Janeiro erreichte Makwala die Halbfinalrunde, verpasste die Finalteilnahme allerdings deutlich. Mit der botswanischen 4-mal-400-Meter-Staffel belegte er den fünften Platz.
Nachdem ihm in den Vorjahren zwar vereinzelt große Leistungen gelungen waren, er aber insgesamt Konstanz vermissen lassen und bei den großen Meisterschaften keine Medaille gewonnen hatte, reiste er zu den Weltmeisterschaften 2017 in London als Mitfavorit für die Goldmedaillen über 200 und 400 Meter an. Im Juli hatte er bei den Diamond-League-Meetings in Lausanne und Monaco die 400-Meter-Distanz in 44,08 s und 43,84 s absolviert und in Madrid gelang es ihm als ersten Athleten an einem Tag 200 Meter unter 20 Sekunden und 400 Meter unter 44 Sekunden zu laufen. Damit war er zum Zeitpunkt der Weltmeisterschaft Weltjahresbester über die kürzere Strecke und Drittschnellster über die Stadionrunde. In London qualifizierte er sich für das 400-Meter-Finale, dort konnte er jedoch nicht teilnehmen. Die IAAF untersagte ihm am Abend des Finales auf Empfehlung der staatlichen Gesundheitsbehörde Public Health England den Zutritt zum Stadion, weil bei ihm aufgrund einer Magen-Darm-Grippe, die auf eine Infektion mit Humanen Noroviren zurückzuführen sein könnte, eine 48-stündige Quarantäne angeordnet war.  In Folge dieser Quarantäne verpasste der Sprinter auch den Vorlauf über die 200 Meter, sodass er vorerst nicht für das Finale qualifiziert war. Makwala sprach im Zusammenhang mi seiner Sperre von „Sabotage“. IAAF-Präsident Sebastian Coe stritt diese Vorwürfe ab. Nach Ablauf der 48-stündigen Quarantäne durfte Makwala den Vorlauf alleine nachholen und qualifizierte sich mit seinem Sololauf in 20,20 s für das Halbfinale.  Im Halbfinale lief Isaac Makwala in 20,14 s ins Finale über 200 Meter. Dort verpasste er mit 20,44 s als Sechster das anvisierte Podium.
2018 nahm Makwala zum dritten Mal an den Commonwealth Games im australischen Gold Coast teil und gewann dort über 400 Meter überlegen die Goldmedaille vor seinem Landsmann Baboloki Thebe. Zudem gewann er am Schlusstag der Spiele mit der botswanischen 4-mal-400-Meter-Staffel in 3:01,78 min ebenfalls Gold. Im Jahr darauf erreichte er bei den Afrikaspielen in Rabat über 400 Meter das Halbfinale und schied dort mit 46,55 s aus. Bei den World Athletics Relays 2021 im polnischen Chorzów wurde er in 3:04,77 min Dritter mit der 4-mal-400-Meter-Staffel hinter den Niederlanden und Japan. Anfang Juni siegte er in 20,37 s über 200 m bei den FBK Games und wurde bei den Bislett Games in 20,61 s Dritter. Über 400 m siegte er in 44,47 s beim Janusz Kusociński Memorial und in 45,16 s beim Meeting International de Sotteville. Daraufhin gelangte er bei den Olympischen Spielen in Tokio bis ins Finale und klassierte sich dort mit 44,97 s auf dem siebten Platz. Zudem gewann er im Staffelbewerb in 2:57,27 min gemeinsam mit Baboloki Thebe, Zibane Ngozi und Bayapo Ndori die Bronzemedaille hinter den Vereinigten Staaten und den Niederlanden und stellte damit zugleich einen neuen Afrikarekord auf. Anfang September wurde er beim Memorial Van Damme in 44,83 s Dritter über 400 m. 2022 wurde er bei den Bislett Games in 45,45 s Zweiter und schied dann bei den Weltmeisterschaften in Eugene mit 46,04 s im Halbfinale über 400 Meter aus. Zudem belegte er im Staffelbewerb mit 3:00,14 min im Finale den sechsten Platz. 
Makwala wird von dem ehemaligen Sprinter und Olympiateilnehmer Justice Dipeba trainiert. 2014 wurde er nationaler Meister über 100 und 200 Meter und 2019 wurde er Landesmeister im 400-Meter-Lauf.

## Persönliche Bestzeiten
- 100 Meter: 10,20 s A (+0,8 m/s), 3. Mai 2014 in Gaborone
- 200 Meter: 19,77 s (0,0 m/s), 14. Juli 2017 in Madrid (botswanischer Rekord)
- 400 Meter: 43,72 s, 5. Juli 2015 in La Chaux-de-Fonds (botswanischer Rekord)